# Verneuil-sur-Serre
Verneuil-sur-Serre – miejscowość i gmina we Francji, w regionie Hauts-de-France, w departamencie Aisne.

## Nazwa
Nazwa miejscowości pochodzi od galijskiego słowa vernos, oznaczającego olchę, z przyrostkiem oialos, zlatynizowanego do -oialum (co dawało Vernoialum).

## Demografia
Według danych na rok 1990 gminę zamieszkiwało 259 osób, a gęstość zaludnienia wynosiła 33 osoby/km². W styczniu 2014 roku Verneuil-sur-Serre zamieszkiwało 267 osób, przy gęstości zaludnienia wynoszącej 34 osoby/km².